# Джантемировы
Джантеми́ровы — абазинский княжеский род.
Управлявшие джантемировцами князья Джантемировы известны с 1643 г. В бассейне верхней Кумы джантемировцы известны с 1746 г. В документах 1788 г. среди абазинских селений упоминаются и «Жантемировы кабаки». В 1794 г. в них проживали 4264 чел. В 1800 г. ген. Кнорринг в рапорте Павлу I, описывая источник кислых вод, писал: «Подле сего родника жительствуют Жантемирова роду абазинцы, — народ добронравный и послушный». В 1804 г. они ушли за Кубань, а несколько позже вернулись на старые места. В 1823 году С. М. Броневский писал, что жантемировские «аулы расположены по Куме и Подкумку малыми усадьбами до самой Кисловодской крепости, числом до 500 дворов». Там они оставались до второй половины 1860-х годов.
Карта составленная в сентябре 1793 г. российским академиком, путешественником П. С. Палласом и переизданная в наши дни изображен участок долины реки Подкумок и его притоков Березовки и Ольховки, на месте современного города Кисловодска, где в конце XVIII в. находилось несколько селений абазин-тапанта, подвластных князьям Джантемировым.
В своих заметках П. С. Паллас пишет: «На возвышенной равнине за рекой Подкумок мы увидели несколько поселений абазин, которые принадлежат семейству Джантемировых. Абазинские аулы в этих местах похожи на черкесские по построению и внутреннему расположению. Их манера одеваться, как у мужчин, так и у женщин, абсолютно аналогична черкесской».
Другие ученые-путешественники и военные отмечали наличие Джантемировых кабаков (селений) близ Кислых Вод (территория современного города Кисловодска) в конце XVIII — первой половине XIX века. В 1803 г. по соседству была построена Кисловодская крепость, что, конечно же, ограничило вольность абазинских селений. В 1825 г. на землях, прежде занятых джантемировцами, была основана Кисловодская станица. Известно также, что часть джантемировцев в ходе реформы 1865 года по укрупнению горских аулов отказалась поселиться в верховьях реки Кумы при образовании аула Кумско-Лоовского (современный Красный Восток) и получила разрешение переселиться в Кабарду на реку Малку. Однако в окрестностях современного аула Красный Восток в Карачаево-Черкесии (Малокарачаевский район) сохранился топоним Джьантемыркт — бывшее место расположения селения Джантемирова.